# دسته-آ ۲۰۰۴
آمار مرتبط با لیگ دسته-آ بوتان در فصل سال ۲۰۰۴.

## بررسی اجمالی
باشگاه فوتبال ییدزین برنده این دوره از مسابقات شد.